# 藤井松一
藤井松一（ふじい しょういち、1921年〈大正10年〉1月17日 - 1980年〈昭和55年〉10月6日）は、日本の日本近代史学者。

## 生涯
岩手県花巻市出身。東京帝国大学文学部卒。立命館大学教授を務めた。歴史科学協議会に属し、左翼的な立場から近代日本史を研究したが、59歳で死去した。

## 著書
- 『現代の歴史』五月書房 マルクス主義入門講座 1955
- 『国民の歴史 カラー版 第20 日清・日露戦争』文英堂 1969
- 『近代天皇制の成立と展開』弘生書林 1982

### 共編著
- 『日本歴史物語 第5 近代のあけぼの』編 河出新書 1955
- 『日本歴史入門』松本新八郎,松島栄一共著 合同出版社 合同新書 1958
- 『日本現代史』大江志乃夫共著 合同出版社 合同新書 1961
- 『戦後日本の歴史 1945-1970』大江志乃夫共著 青木書店 1970-73
- 『日本史を学ぶ 5  現代』編 有斐閣選書 1975
- 『日本歴史 シンポジウム 19 日本の帝国主義』司会 学生社 1975
- 『図説昭和の歴史 10 復興のあゆみ』責任編集 集英社 1980
- 『日本近代国家と民衆運動』岩井忠熊・後藤靖共編 有斐閣 立命館大学人文科学研究所研究叢書 1980

## 論文
- 藤井松一